# Киусопулос, Димитриос
Димитриос Киусопулос (греч. Δημήτριος Κιουσόπουλος; 17 ноября 1892, Андрицена, Греция — 20 января 1977, Афины) — греческий юрист, политик, государственный деятель, премьер-министр Королевства Греция c 11 октября по 19 ноября 1952 года.

## Биография
Изучал право в Афинском университете. В 1917 году начал профессиональную карьеру в качестве асессора, со временем в 1939 году стал прокурором Верховного суда Греции. 
После Второй мировой войны, работая прокурором, активно участвовал в изгнании из северной Греции чамов (мусульман албанского происхождения), многие из которых были активными пособниками оккупационных держав Оси, вынес в отношении их 178 смертных приговоров, около 1950 заочных смертных приговоров, 370 человек приговорил к пожизненному заключению.
Во время Нюрнбергского процесса над военными преступниками Третьего рейха в 1945 году был заместителем генерального прокурора Греции.
С 11 октября по 19 ноября 1952 года занимал должность премьер-министра Греции.
С 1950 по 1961 год работал прокурором Верховного суда Греции. 
После выборов с 9 сентября 1951 до 1 ноября 1951 года — министр внутренних дел в кабинете Софоклиса Венизелоса.